# Горішній Домлян
Горішній До́млян (болг. Горни Домлян) — село в Пловдивській області Болгарії. Входить до складу общини Карлово.

## Населення
За даними перепису населення 2011 року у селі проживали 534 особи.
Національний склад населення села:
| Національність   | Кількість осіб | Відсоток |
| ---------------- | -------------- | -------- |
| болгари          | 432            | 85,4%    |
| цигани           | 71             | 14,0%    |
| Всього відповіли | 506            |          |

Розподіл населення за віком у 2011 році:
Динаміка населення: